# Bertrand Kaï
Bertrand Kaï (Hienghène, 6 juni 1983) is een Nieuw-Caledonisch voetballer die sinds 2015 als aanvaller voor Hienghène Sport speelt. Hij komt sinds 2008 ook uit voor het nationale team van Nieuw-Caledonië en werd in 2011 verkozen tot beste voetballer van Oceanië. Kaï speelt te allen tijde met rugnummer 11.

## Clubcarrière
- Hienghène Sport (2007–2013)
- AS Magenta (2013–2014)
- Gaïtcha FCN (2014–2015)
- Hienghène Sport (2015–)

## Interlandcarrière
Bertrand Kaï maakte zijn debuut voor Nieuw-Caledonië op 14 juni 2008 tegen Vanuatu (0-0). In zijn eerste vier wedstrijden als international lukte het hem niet om te scoren.
Kaï werd opgeroepen voor de ploeg van Nieuw-Caledonië voor de Pacifische Spelen van 2011. Hij werd topscorer van het toernooi met tien doelpunten. De helft van Kaï's toernooidoelpunten maakte hij in een wedstrijd tegen Guam, dat met 9-0 werd gewonnen op 30 augustus 2011. Hij scoorde alle tien zijn doelpunten in de groepsfase voordat hij ook deelnam aan de gewonnen halve finale op Tahiti en de overwinning op de Salomonseilanden in de finale, dat met 2-0 werd gewonnen.
Op 1 juni 2012 scoorde Kaï een hattrick in de openingswedstrijd van Nieuw-Caledonië tijdens de OFC Nations Cup 2012, dat met 5-2 werd gewonnen van Vanuatu. Hij trad op in beide andere groepswedstrijden van Nieuw-Caledonië, maar werd spaarzaam gebruikt in elke wedstrijd. In de eerste helft werd hij gewisseld in de met 4-3 verloren groepswedstrijd tegen Tahiti op 3 juni 2012 en viel in de tweede helft in op 5 juni 2012, waarin met 5-0 werd gewonnen van Samoa.
Op 8 juni 2012 scoorde hij het eerste doelpunt van Nieuw-Caledonië tegen Nieuw-Zeeland in de met 2-0 gewonnen halve finale en bereikte hij met Nieuw-Caledonië voor de tweede keer de OFC Nations Cup-finale. Kaï speelde de volledige finale tegen Tahiti op 10 juni 2012, maar was niet in staat om een verlies van 1-0 te voorkomen, zodat Nieuw-Caledonië opnieuw als tweede eindigde. Met vier doelpunten was Kaï gedeeld derde op de topscorerslijst van het toernooi, samen met Benjamin Totori van de Salomonseilanden, Jonathan Tehau uit Tahiti en Alvin Tehau.
Na zijn prestaties op de Pacifische Spelen in 2011 en de OFC Nations Cup in 2012, kende de Oceania Football Confederation Kaï de titel Oceanisch voetballer van het jaar bij de heren toe, voor negen medekandidaten onder wie Shane Smeltz en Chris Wood uit Nieuw-Zeeland en Jean Kaltack van Vanuatu. Kaï werd pas de tweede voetballer uit Nieuw-Caledonië die de prijs uitgereikt kreeg, na Christian Karembeu in 1995 en 1998; de prijs ging bijna altijd naar spelers uit Nieuw-Zeeland of Australië. Kaï reageerde blij verrast.

## Erelijst
Als speler
 Hienghène Sport
- OFC Champions League: 2019
- Nouvelle-Calédonie Division Honneur: 2017, 2019
- Coupe de Nouvelle-Calédonie: 2013, 2015, 2019

 AS Magenta
- Nouvelle-Calédonie Division Honneur: 2014

 Nieuw-Caledonië
- Pacifische Spelen: 2011

Individueel
- Pacifische Spelen Gouden Schoen: 2011
- Oceanisch Voetballer van het Jaar: 2011
- Fédération Calédonienne de Football Speler van het Jaar: 2015
- OFC Champions League Gouden Bal: 2019